# Ich liebe Dick
Ich liebe Dick (Originaltitel: Dick) ist eine US-amerikanisch-französisch-kanadische Filmkomödie aus dem Jahr 1999. Die Regie führte Andrew Fleming, der gemeinsam mit Sheryl Longin das Drehbuch schrieb. Die Hauptrollen spielten Kirsten Dunst, Michelle Williams und Dan Hedaya.

## Handlung
Der Moderator einer Fernsehsendung fragt Carl Bernstein und Bob Woodward, wer Deep Throat sei. Die Reporter dementieren, dass sie diese Gestalt erfunden hätten. Sie streiten, als einer der Journalisten feststellt, dass der Moderator sie reinlegen wollte. Die weitere Filmhandlung wird in einer Rückblende gezeigt.
Die 15-jährigen Schülerinnen Betsy Jobs und Arlene Lorenzo treffen sich in der Wohnung eines der Mädchen, die sich im Watergate-Gebäudekomplex befindet. Zufällig werden sie Zeugen des Einbruchs in die Räume der Demokratischen Partei und der Festnahme der Einbrecher. Am nächsten Tag besucht ihre Schulklasse das Weiße Haus. Sie sehen einen der in der Nacht getroffenen Männer, Bob Haldeman, wieder. Haldeman verliert eine Liste mit Namen und Geldbeträgen, die die Mädchen als Souvenir an sich nehmen.
Die Schülerinnen werden Zeugen als Richard Nixon klagt, dass sein Hund ihn nicht respektieren würde. Der Hund spielt mit den Mädchen, die Nixon zu offiziellen Hundegassiführerinnen ernennt. Als er von Haldeman erfährt, sie könnten etwas über den schiefgelaufenen Einbruch wissen, ernennt er sie zu geheimen Jugendberaterinnen. In dieser Eigenschaft sollen sie über sämtliche Angelegenheiten des Weißen Hauses Stillschweigen bewahren.
Die Mädchen erzählen über ihre Erlebnisse, an die niemand glaubt. Sie backen für Nixon Hello-Dolly-Kekse mit Nüssen, zwischen denen sich seltsame grüne Blätter befinden. Die Kekse versetzen Nixon in eine gute Laune. Sein Besucher Breschnew kostet ebenfalls davon und singt laut den Titelsong aus Hello, Dolly!.
Lorenzo verliebt sich in Nixon. Sie offenbart ihre Liebe auf das Band, auf dem Gespräche in Nixons Arbeitszimmer aufgenommen werden. Sie will die Aufnahme überprüfen und hört, wie Nixon seinen Hund misshandelt. Die wütenden Mädchen streiten mit dem Mann. Sie rufen Bernstein und Woodward an, denen sie über die früher gefundene Liste erzählen. Dabei benutzen sie als Decknamen die Bezeichnung einer Sexualpraktik aus einem Pornofilm.
Der Bruder von Betsy, Larry, gesteht, dass er zwischen den Nüssen seine Drogen versteckte. Die Jugendlichen mutmaßen, dass die Hello-Dolly-Kekse Schuld seien, weswegen Nixon paranoid sei.
Nixon tritt zurück. Als er und seine Frau am letzten Amtstag mit Marine One abfliegen, sieht Nixon Betsy und Arlene auf dem Dach eines der Häuser. Sie tragen die aus der amerikanischen Flagge genähten Kostüme und halten ein Transparent, auf dem Nixon beschimpft wird. Er zeigt den Stinkefinger.

## Kritiken
Rita Kempley schrieb in der Washington Post vom 4. August 1999, dass der Film mehr Spaß biete, als man erwarten könne. Er verbinde eine Komödie über das Erwachsenwerden mit der „pointierten politischen Satire“. Sein Humor sei „beißend“, aber nicht „hämisch“. Kempley lobte die Art, auf die Will Ferrell und Bruce McCulloch die Reporter Bob Woodward und Carl Bernstein karikiert haben. Dan Hedaya zeige die Seele des Präsidenten Nixon nicht schlechter als Anthony Hopkins im Film Nixon.
Kevin Thomas schrieb in der Los Angeles Times vom 4. August 1999, dass der „scharfe“ und „witzige“ Film alle Altersgruppen ansprechen solle. Er lobte die Darstellungen von Kirsten Dunst, Michelle Williams und Dan Hedaya. Die Produktionsdesignerin Barbara Dunphy sowie die Designerin der Kostüme Deborah Everton hätten den Stil der Zeit wiedergegeben, ohne ihn „plump“ oder „herablassend“ darzustellen.

## Auszeichnungen
Dan Hedaya und der Film als Beste Komödie wurden im Jahr 2000 für den Golden Satellite Award nominiert. Michelle Williams wurde 2000 für den Young Artist Award nominiert. Kirsten Dunst wurde 2000 für den YoungStar Award nominiert.

## Hintergründe
Die Dreharbeiten fanden in Washington D.C. und in Toronto statt. Die Produktionskosten betrugen ca. 13 Millionen US-Dollar, das Einspielergebnis in den Kinos der USA betrug 6,24 Millionen US-Dollar.
Der auch im Original titelgebende Vorname „Dick“ war ein Spitzname Richard Nixons in der Presse („Tricky Dick“).